# Caryomyia aggregata
Caryomyia aggregata är en tvåvingeart som beskrevs av Gagne 2008. Caryomyia aggregata ingår i släktet Caryomyia och familjen gallmyggor. Inga underarter finns listade i Catalogue of Life.